# Djinga cheekii
Espèce
Djinga cheekii (Ghogue, Huber & Rutish) est une espèce de plantes à fleurs de la famille des Podostemaceae et du genre Djinga.

## Étymologie
Son épithète spécifique cheekii rend hommage au botaniste britannique Martin Cheek.

## Description
Djinga cheekii Ghogue, Huber et Rutish (Podostemaceae) est décrit comme une nouvelle espèce du Cameroun (Région du Littoral) et ses affinités morphologiques et son état de conservation sont évalués. Les principaux caractères distinctifs sont : les deux étamines (et non une seule comme chez D. felicis), les boutons floraux à l'intérieur de la spathelle fortement inclinés (non seulement légèrement inclinés comme chez D. felicis) et les tiges manquantes ou jusqu'à 6 mm de long > 6 cm comme chez D. felicis). Une analyse moléculaire a révélé que D. cheekii est la sœur de D. felicis et que tous les deux sont sœurs de Ledermanniella linearifolia et L. pusilla qui montrent des bourgeons floraux complètement inversés à l'intérieur de la spathelle, typiques du grand genre Ledermanniella.